# Andrzej Węgiel
Andrzej Piotr Węgiel – polski leśnik, doktor habilitowany nauk rolniczych, adiunkt na Uniwersytecie Przyrodniczym w Poznaniu, specjalista od urządzania lasu oraz geomatyki.

## Kariera naukowa
W 1994 roku na Uniwersytecie Przyrodniczym w Poznaniu uzyskał tytuł magistra inżyniera. W tym samym roku został zatrudniony na tejże uczelni, a w 2002 roku na jej Wydziale Leśnym uzyskał stopień doktora nauk rolniczych w zakresie leśnictwa na podstawie pracy pt. Etat użytkowania lasu w gospodarstwie przebudowy dla wybranych nadleśnictw Wielkopolski, której promotorem był Ryszard Miś. W 2019 roku ten sam wydział nadał mu stopień doktora habilitowanego nauk rolniczych w dyscyplinie nauk leśnych na podstawie dorobku naukowego i rozprawy pt. Ekologiczne i ekonomiczne aspekty gospodarowania w drzewostanach sosny zwyczajnej (Pinus sylvestris L.) o różnym zagęszczeniu drzew.